# Harverd Dropout
Harverd Dropout è il secondo album in studio del rapper americano Lil Pump, pubblicato il 22 febbraio 2019 dalla Warner Bros. Records.

## Descrizione
Nel gennaio 2018, Lil Pump ha annunciato il suo secondo album, che terminò di registrare nell'aprile 2018.
Inizialmente, l'uscita di Harverd Dropout era prevista per il suo diciottesimo compleanno, il 17 agosto 2018, ma è stata rinviata.
In seguito all'arresto di Pump per guida senza patente, il team del rapper ha annunciato la data della distribuzione dell'album per il 14 settembre.
Il 14 settembre la data della distribuzione venne nuovamente rinviata. Nell'ottobre del 2018 viene pubblicata la canzone "Multi Millionaire" in collaborazione con Lil Uzi Vert.
Il 4 gennaio 2019 viene pubblicata "Butterfly Doors". Il 23 gennaio 2019 Lil Pump pubblica su Instagram la cover art del disco e annuncia la data d'uscita per il 22 febbraio.
Il 31 gennaio 2019 viene pubblicato su YouTube il video musicale di "Racks on Racks". Un giorno prima dell'uscita dell'album viene pubblicata "Be Like Me" in collaborazione con Lil Wayne.

## Tracce
1. Drop Out – 2:01 (testo: Gazzy Garcia, Sebastian Baldeon)
2. Nu Uh – 1:54 (testo: Gazzy Garcia, Zain Siddiqui, Miguel Curtidor, David Morse)
3. I Love It feat. Kanye West – 2:08 (testo: Kanye West, Gazzy Garcia, Omar Pinero, Rodolfo Franklin)
4. ION feat. Smokepurpp – 2:22 (testo: Gazzy Garcia, Omar Pineiro)
5. Fasho Fasho feat. Offset – 2:58 (testo: Gazzy Garcia, Kiari Cephus)
6. Racks on Racks – 2:09 (testo: Gazzy Garcia, Sebastian Baldeon)
7. Off White – 1:55 (testo: Gazzy Garcia, Timothy Johnson)
8. Butterfly Doors – 2:12 (testo: Gazzy Garcia)
9. Too Much Ice feat. Quavo – 2:52 (testo: Gazzy Garcia, Quavious Marshall)
10. Multi Millionaire feat. Lil Uzi Vert – 2:50 (testo: Gazzy Garcia, Symere, Danny Wolf)
11. Vroom Vroom – 1:54 (testo: Gazzy Garcia, Ronald Spencer Jr.)
12. Be Like Me feat. Lil Wayne – 4:00 (testo: Gazzy Garcia, Dwayne Carter Jr.)
13. Stripper Name feat. YG e 2 Chainz – 3:02 (testo: Gazzy Garcia, Keenon Jackson, Tauheed Epps)
14. Drug Addicts – 2:55 (testo: Gazzy Garcia, Darius Dee Money)
15. Esskeetit – 3:01 (testo: Gazzy Garcia, CBMix)
16. Who Dat – 2:03 (testo: Gazzy Garcia, Jacquan Allen)

## Formazione
Musicisti
- Lil Pump - voce
- Kanye West - voce aggiuntiva
- Offset - voce aggiuntiva
- Lil Wayne - voce aggiuntiva
- YG - voce aggiuntiva
- Smokepurpp - voce aggiuntiva

Produzione
- Ronny J - produzione
- Kanye West - produzione
- Lil Pump - produzione
- Diablo - produzione

## Curiosità
L'album doveva inizialmente intitolarsi "Harvard Dropout" ma il titolo è stato cambiato per evitare azioni legali da parte dell'Università di Harvard.